# Mala Brda
Mala Brda je naselje u slovenskoj Općini Postojni. Mala Brda se nalazi u pokrajini Notranjskoj i statističkoj regiji Notranjsko-kraškoj. 

## Stanovništvo
Prema popisu stanovništva iz 2002. godine naselje je imalo 44 stanovnika.